# SymPhoenix/Timișoara
SymPhoenix/Timișoara este un album realizat de formația Phoenix și lansat în anul 1992. Acest produs discografic reprezintă primul album al formației scos în România după reîntoarcerea membrilor acesteia în țară în 1990. 

## Prezentare
Materialul a fost lansat la data de 20 decembrie 1992 la Casa Tineretului din Timișoara, într-o ediție triplă: dublu disc de vinil (scos de casa de discuri Eurostar), casetă audio (editată de Unimedia Records) și compact disc (editat de Genius CD), ultimul apărând însă pe piață abia în primăvara anului următor. Au urmat alte două ediții, apărute la casele de producție Vivo (casetă audio, 1995) și Genius CD (compact disc și casetă audio, 1996). Producția aparține lui Nicu Covaci și lui Dan Chișu, iar aranjamentele muzicale, aceluiași Nicu Covaci și lui Mani Neumann. Acest album marchează totodată prima creație Phoenix scoasă pe suport CD. Conține piese mai vechi, reînregistrate și reorchestrate, dar și compoziții noi („Timișoara”, „Anotimpul 5”, „Jocul”, „Running” – până atunci neapărută pe vreun album). Orchestrația a fost completată de Orchestra Filarmonică Radio din București și corurile „Song” (dirijat de Ioan Luchian Mihalea) și „Grupul de popi”. Coperta CD-ului și a ediției Genius (care preia aceeași imagine) sunt singurele care nu conțin canarul în colivie, aflat pe vioară.

## Promovare
„Noi am făcut pentru prima dată campanie, (la) televiziune, (în) presă, am făcut postere gigantice, aveam fotografiile acelea cu ei în mărime naturală, pe care le-am pus la magazinul «Musica». (...) Campania era făcută, ei au vândut 100.000 de exemplare, m-a chemat «Electrecordul» să-mi înmâneze mie «Discul de aur» luat de Phoenix pentru vânzarea albumelor lor, făcute pe o publicitate care pentru prima dată depășea 10.000 de dolari în acea vreme, deci era un pachet imens de publicitate.”—Dan Chișu

## Piese
1. Timișoara 3:45
2. Tamara 4:48
3. Mica țiganiadă 4:45
4. Nunta 3:49
5. Would You Follow Me...? 5:28
6. Anule, hanule 5:36
7. Vara 4:10
8. Jocul 4:05
9. Strunga 6:13
10. Fată verde 2:56
11. Anotimpul 5 4:27
12. Stars Dance 4:53
13. Running 3:32
14. Te întreb pe tine, soare... 3:48
15. Mugur de fluier 4:33

Muzică: Nicolae Covaci

Versuri: Mircea Florian și Nicolae Covaci (1); Rolf Möntmann (2); Șerban Foarță și Andrei Ujică (3, 6); Victor Cârcu (4, 7, 10, 14, 15); John Kirkbride (5); Nicolae Covaci (8); Vasile Alecsandri (9); Florin Bordeianu și Rolf Möntmann (12); Paul Jellis (13)
Observație: Pe coperta albumului, ca autor al textului piesei „Tamara” (2) este creditat greșit John Kirkbride, iar pentru piesa „Stars Dance” (12) sunt menționați Florin Bordeianu și Nicolae Covaci. În cazul melodiei „Strunga” (9), nu este trecut nici un textier, însă versurile aparțin poetului Vasile Alecsandri (1844).

## Componența formației
- Nicolae Covaci – chitară, vocal
- Mani Neumann – vioară
- Volker Vaessen – chitară bas
- Ovidiu Lipan – baterie
- Mircea Baniciu – vocal

Mulțumiri speciale:
- Ulli Brand – chitară acustică
- Adrian Petrescu – oboi
- Orchestra Filarmonică Radio București
- Corul „Song” București (dirijor: Ioan Luchian Mihalea)
- „Grupul de popi”

Mulțumiri către: Rolf Möntmann, Susanne (Botterbusch), Conni (Hyde Park), Guy Perrin, Erwin Appelt, Fitzy, die Gebrüder Müller J.W.D., Rolf Sondermann & Dakino Team.